# Juego de mesa cooperativo

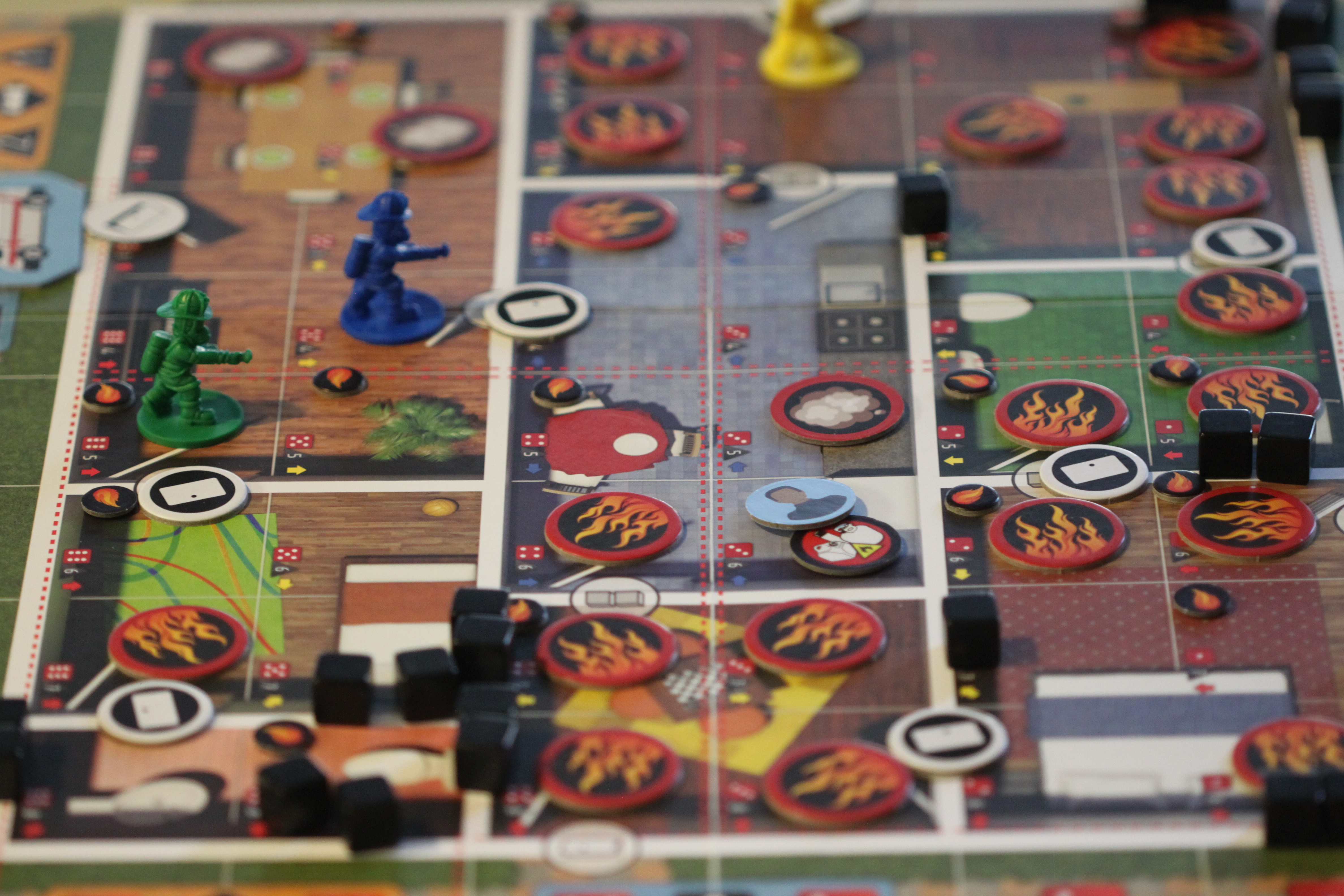
Partida en progreso de Flash Point: Fire Rescue

Un juego de mesa cooperativo es un juego de mesa en que los jugadores trabajan juntos para lograr un objetivo, de modo que o bien ganan o pierden como grupo. Como el nombre sugiere, este tipo de juegos refuerzan la cooperación por encima de la competición. Los participantes típicamente juegan contra el juego en sí mismo, y a veces pueden hacerlo contra unos pocos jugadores oponentes, que adoptan el rol de traidores.
Este tipo de juegos de mesa no deben ser confundidos con los juegos "no competitivos", tales como The Ungame, los cuales simplemente no proporcionan condiciones de victoria ni maneras de competir. Por lo demás, los juegos en equipos, en que los jugadores conforman grupos o alianzas para competir contra otros (tales como el bridge, por ejemplo) usualmente caen fuera de esta definición, aunque exista una cooperación entre algunos de los jugadores. También existen juegos multijugador tales como Diplomacy, en que se generan instancias de cooperación durante el transcurso del juego. Estos últimos no son considerados juegos cooperativos, porque finalmente sólo un único jugador se lleva la victoria. Finalmente, otros juegos como Descent: Viaje a las tinieblas tienen similitudes con los juegos de rol y podrían ser considerados cooperativos porque los jugadores tienden a trabajar unidos.

## Ejemplos de juegos cooperativos
Algunos títulos existentes son:
- Pandemic (juego de mesa)
- Room 25
- Battlestar Galactica : El juego de tablero
- Dead of Winter
- Arkham Horror
- Robinson Crusoe
- Hanabi (juego de naipes)
- Zombicide
- CO2
- Eldritch Horror
- El Símbolo Arcano
- Star Wars: Imperial Assault